# Ectenessa scansor
Ectenessa scansor är en skalbaggsart som först beskrevs av Pierre Émile Gounelle 1909.  Ectenessa scansor ingår i släktet Ectenessa och familjen långhorningar. Inga underarter finns listade i Catalogue of Life.